# Conus portoricanus
Conus portoricanus é uma espécie de gastrópode do gênero Conus, pertencente à família Conidae.